# Helmut Braun (Politiker)
Helmut Braun (* 28. März 1934 in Wien) ist ein österreichischer Politiker (SPÖ) in Ruhe. Braun war Abgeordneter zum Nationalrat und Amtsführender Stadtrat in Wien.

## Leben
Braun besuchte die Volks- und Hauptschule und erlernte anschließend den Beruf des Großhandelskaufmanns. Er war von 1948 bis 1953 bei der Firma WIPIAG beschäftigt und war ab 1953 hauptamtlich in der Gewerkschaft der Privatangestellten angestellt. Er war zunächst Leiter der Jugendabteilung, später Sekretär im Zentralsekretariat, ab 1970 Zentralsekretär und ab 1974 Geschäftsführer-Stellvertreter.
Braun war ab 1949 Mitglied der Sozialistischen Jugend und trat 1952 der SPÖ bei. Am 8. Oktober 1978 wurde er im Wiener Landtag und Gemeinderat angelobt, dem er bis zum 26. Jänner 1979 angehörte. Er wechselte in der Folge in den Nationalrat, in dem er vom 23. Jänner 1979 bis 6. September 1984 die SPÖ vertrat. Am 10. September 1984 löste Braun Peter Schieder als Amtsführender Stadtrat für Umwelt und Bürgerdienst ab. Er gehörte zunächst der Landesregierung Zilk I an und übernahm in der Landesregierung Zilk II die Ressorts Umwelt, Freizeit und Sport. Braun legte sein Amt Ende Jänner 1988 im Zuge einer Spesenaffäre zurück.
Braun war Mitglied der Hörer- und Sehervertretung des ORF, Vorsitzender der Sozialistischen Fraktion des Österreichischen Arbeiterkammertages sowie Mitglied des Wiener Vorstandes der SPÖ.

## Auszeichnungen
- 1983: Großes Goldenes Ehrenzeichen für Verdienste um die Republik Österreich[2]